# Ivan Brown
Ivan Elmore Brown, född 17 april 1908, död 22 maj 1963, var en amerikansk bobåkare.
Brown blev olympisk guldmedaljör i tvåmansbob vid vinterspelen 1936 i Garmisch-Partenkirchen.